# Osady limniczne
Osady limniczne, osady jeziorne – osady powstające na dnie jeziora, m.in. kreda jeziorna, gytia.